# Leurophyllum granulatum
Leurophyllum granulatum är en insektsart som beskrevs av Max Beier 1954. Leurophyllum granulatum ingår i släktet Leurophyllum och familjen vårtbitare. Inga underarter finns listade i Catalogue of Life.